# 龙南东站
龙南东站位于江西省赣州市龙南市里仁镇，是京港客运专线赣深段的一座火车站。

## 概况
龙南东站总建筑面积9999平方米。主体1层，局部2层，房屋高度约22米，车站最高聚集人数800人，主体采用钢筋混凝土框架结构，屋面采用钢网架屋面，设有侧式站台两座，4条轨道线。
龙南东站车站建筑以“双龙聚首”为设计理念，从龙南客家围屋中汲取灵感，诠释出龙南东站的客家新韵。弧形的大屋顶勾勒出围屋般的轮廓，体现出龙南东站愿为城市客厅，欢迎八方来客的美好愿望。站房两侧的玻璃幕墙以顺畅的流线型分隔向中部收拢，犹如两条游龙聚首。

## 车站楼层
| 地面 | 站厅     | 售票处、进站口、候车区、出站口      |  |  |
|      | 侧式站台 |                                     |  |  |
|      | 上行站台 | 赣深高铁 赣州西方向（下站：信丰西） |  |  |
|      |          | 赣深高铁 赣州西方向越行线           |  |  |
|      |          | 赣深高铁 深圳北方向越行线           |  |  |
|      | 下行站台 | 赣深高铁 深圳北方向（下站：定南南） |  |  |
|      | 侧式站台 |                                     |  |  |

## 交通接驳
在车站北广场设有公交总站，的士车停靠场，北侧即为龙南长途客运站，东侧即为大广高速龙南东出口。